# Maria Teresa de Borbó-Dues Sicílies (princesa de Hohenzollern-Sigmaringen)
Maria Teresa de Borbó-Dues Sicílies, princesa de Hohenzollern-Sigmaringen (Zúric 1867 - Canes 1909). Príncesa de la Casa de les Dues Sicílies amb el tractament d'altesa reial que contragué matrimoni amb el cap de la casa principesa dels Hohenzollern-Sigmaringen.
Nada el dia 15 de gener de 1867 a la ciutat de Zúric sent filla del príncep Lluís de Borbó-Dues Sicílies i de la duquessa Matilde de Baviera. La princesa era neta per via paterna del rei Ferran II de les Dues Sicílies i de l'arxiduquessa Maria Teresa d'Àustria mentre que per via materna ho era del duc Maximilià de Baviera i de la princesa Lluïsa de Baviera. Maria Teresa era neboda de la mítica emperadriu Sissi.
El dia 27 de juny de 1889 es casà al Castell de Sigmaringen amb el príncep Jordi de Hohenzollern-Sigmaringen, fill del príncep Leopold de Hohenzollern-Sigmarigen i de la infanta Antònia de Portugal. La parella que s'establí a Sigmaringen tingueren tres fills: 
- SA la princesa Augusta Victòria de Hohenzollern-Sigmaringen, nada el 1890 a Potsdam i morta el 1966 a Münchhöf. Es casà en primeres núpcies amb el rei Manuel II de Portugal i posteriorment amb el duc Robert Douglas.

- SA el príncep Frederic de Hohenzollern-Sigmarigen, nat a Heiligendamm el 1891 i mort a Krauchenwies el 1965. Es casà amb la princesa Margarida de Saxònia.

- SA el príncep Francesc Josep de Hohenzollern-Sigmaringen, nat a Heiligendamm el 1891 i mort a Tubinga el 1964. Es casà amb la princesa Maria Alícia de Saxònia.

Maria Teresa havia nascut a l'exili que patia la Casa de les Dues Sicílies des de l'ocupació per part de les tropes italianes del regne napolità. Es dona la circumstància que era neboda tant de l'últim rei napolità, Francesc II de les Dues Sicílies, com de la seva muller, la duquessa Maria Sofia de Baviera, ja que dues germanes dels esmentats es casaren també entre ells.
Maria Teresa morí a Canes el dia 1 de març de l'any 1909, a l'edat de 42 anys, mentre que el seu marit li sobrevisqué 18 anys.
.